# Caitlin Hale
Caitlin Mariah Hale (* 19. Februar 1991 in Ansonia, Connecticut) ist eine US-amerikanische Filmschauspielerin, Sängerin und Schriftstellerin. Internationale Bekanntheit erlangte sie durch ihre Rollen in den Filmen School of Rock (2003) und All You Need is Love (2007).

## Leben
Caitlin Mariah Hale kam 1991 in Ansonia als einzige Tochter des ehemaligen Senators von Connecticut, Gary Hale, und seiner Ehefrau Barbara Duncan zur Welt. Hales Leidenschaft für die Unterhaltung und das Schauspiel wurde schon in jungen Jahren geweckt. Bei lokalen Wettbewerben, Theaterproduktionen und Werbespots konnte Hale ihre schauspielerischen, gesanglichen und tänzerischen Talente unter Beweis stellen. Im Alter von 3 Jahren trat sie in Der Nussknacker am New England Ballet Theatre auf, später spielte sie die Hauptrolle in Annie an der Sacred Heart University. Sie sang die Nationalhymne bei Basketballspielen der Männer und Frauen der University of Connecticut und bei der Landesversammlung der Republikaner. Im Jahr 2002 begann Caitlin Hale in New York City vorzusprechen und startete ihre professionelle Schauspielkarriere mit einer Tagesrolle in der Seifenoper All My Children. Größere Bekanntheit erlangte sie 2003 mit der Rolle der Marta in dem Film School of Rock. Im Jahr 2013 schloss sie ihr Studium mit einem Bachelor of Arts in Journalismus und Öffentlichkeitsarbeit an der Walter Cronkite School of Journalism and Mass Communication an der Arizona State University mit Auszeichnung ab (cum laude).

## Filmografie
- 2001–2003: Blue’s Clues – Blau und schlau (Blue’s Clues)
- 2003: School of Rock
- 2007: All You Need is Love (Across the Universe)
- 2020–heute: Max & Wrigley (Fernsehserie)
- 2021: Grimmerson Manor